# Pastor americano miniatura
A Pastor americano miniatura é uma raça de pequenos cães de pastoreio dos Estados Unidos. É muito inteligente e obediente. A raça é frequentemente treinada para esportes caninos, tais como pastoreio, agility, e outros.

## História
A Pastor americano miniatura foi desenvolvido na Califórnia no final da década de 1960, com a criação de pequenas cães sem pedigree que seriam Pastores australianos. Esses cães foram criados com o objetivo de manter seu pequeno tamanho, o caráter ativo e inteligência.
A raça foi registrada pela primeira vez com o National Stock Dog Registry em 1980 e foi originalmente chamado de Pastor Australiano Miniatura. Até o início de 1990, eles haviam atingido a popularidade em todo o país americano. Vários clubes promoveram estes cães pequenos, como eles foram registrados e apresentados com várias organizações de raças raras. O primeiro clube e registro da raça, MASCUSA, foi formado em 1990 e sediado em 1993. A raça entrou no Foundation Stock Service do AKC como o Pastor americano miniatura em Maio de 2011. 

## Características
Pastor Americano Miniatura é um cão de pequeno porte, com o padrão da raça especificanado uma altura de 14 a 18 polegadas (36-46 centímetros) para o sexo masculino e 13 a 17 polegadas (33-43 centímetros) para o sexo feminino. A estrutura do Corpo sugere força, mas não em volume, com cabeça e pescoço proporcional ao corpo. A linha superior é o nível da cernelha a articulação do quadril. A cauda pode ser bobtail natural, ou pode ser cortada a um comprimento não superior a três polegadas.
A pelagem é de comprimento médio e pode ser reta ou ondulada, com moderada a suavização presente na parte traseira das pernas. Ambos os sexos têm uma moderada juba, que é geralmente mais pronunciada em cães do que em cadelas. O sub-pêlo varia de acordo com o clima em que o cão habita.
As cores de pelagem reconhecidas na raça são preto, merle azul, merle vermelho, e o vermelho (fígado). Marcações tan são permitidas em qualquer lugar ao redor dos olhos e do rosto, bem como sobre os pés, pernas, peito, focinho, parte inferior do pescoço e do corpo, sob a cauda e na parte inferior das orelhas. Manchas brancas são permitidas, mas limitadas, ao focinho, bochechas, cabeça, num total ou parcial, coleira no pescoço e na barriga, peito, pernas dianteiras, patas traseiras ao jarrete. As marcas brancas não devem cobrir mais de 25% da orelha, e marcações brancas no corpo acima das áreas permitidas podem desqualificar o cão da competição.

### Temperamento
A Pastor Americano Miniatura  é descrita como uma inteligente raça de trabalho, com forte instinto de pastoreio e guarda de rebanho. É fácil de treinar, entusiasta e persistente em direção ao seu trabalho, e é de proteção, devotado e leal a sua família. A Pastor Americano Miniatura não é nem tímido nem agressivo; qualquer comportamento agressivo é uma desqualificação característica de acordo com o AKC.

## Saúde
Pastor Americano Miniatura tem uma vida útil prevista de 12 a 15 anos. Várias doenças crônicas e prejudiciais características genéticas são conhecidas de existir no Pastor Americano Miniatura o conjunto de genes, incluindo Patrofia progressiva de retina(PRA-prcd), catarata hereditária, coloboma, micropthalmia, gene da multi-resistência às drogas(MDR1), displasia da anca, e mielopatia degenerativa canina.